# La Veuve joyeuse (film, 1962)
Pour les articles homonymes, voir La Veuve joyeuse.
Pour plus de détails, voir Fiche technique et Distribution.
La Veuve joyeuse (titre original : Die lustige Witwe) est un film franco-autrichien réalisé par Werner Jacobs, sorti en 1962.
Il s'agit d'une adaptation de l'opérette de Franz Lehár sur un livret écrit par Victor Léon et Leo Stein.

## Synopsis
Danilo, le neveu du roi du champagne André Napoléon Renard, s'occupera de la branche parisienne. Mais Danilo préfère passer son temps et l'argent de son oncle avec la danseuse Valencienne et au cabaret Maxim. Camillo, le mari très jaloux de Valencienne, n'aime pas du tout l'intérêt du jeune homme pour sa femme.
Pour que le playboy adopte un mode de vie plus sereine, l'oncle a un plan intelligent. Il fait semblant de se marier avec sa secrétaire Hanna et peu de temps met en scène son décès pendant la lune de miel dans les mers du Sud. Sa veuve et héritière universelle se rend à Paris et parle d'argent avec Danilo.
Comme Danilo est maintenant soudainement sans argent, il doit chercher du travail pour la première fois de sa vie. Mais chaque fois qu'il trouve un emploi, Hanna s'assure qu'il le perde rapidement. Malgré toutes les difficultés, le bon fonds de Danilo apparaît et lentement, il commence à tomber amoureux de Hanna, bien qu'elle gaspille maintenant l'argent de son oncle sans aucun sens. Hanna tombe amoureuse de Danilo.
Lorsque Danilo apprend par accident que son oncle n'est pas mort et qu'il n'a jamais épousé Hanna, il leur tend un piège. À Paris, il fait arrêter l'oncle ressuscité et Hanna par de faux policiers comme des imposteurs. Peu après "l'arrestation", Danilo clarifie la situation et annonce son prochain mariage avec Hanna.

## Fiche technique
- Titre : La Veuve joyeuse
- Titre original : Die lustige Witwe
- Réalisation : Werner Jacobs assisté de Margrith Spitzer
- Scénario : Janne Furch (de)
- Musique : Franz Lehár, adaptation de Hagen Galatis
- Direction artistique : Fritz Jüptner-Jonstorff, Alexander Sawczynski
- Costumes : Paul Seltenhammer
- Photographie : Friedl Behn-Grund, Rudolf Sandtner
- Son : Herbert Janeczka
- Montage : Arnfried Heyne
- Production : Herbert Gruber
- Société de production : Sascha-Film, Critérion Film
- Société de distribution : Constantin Film
- Pays d'origine :  Autriche,  France
- Langue : allemand
- Format : Couleur - 1,66:1 - mono - 35 mm
- Genre : Musical
- Durée : 110 minutes
- Dates de sortie :
  -  Allemagne : 20 décembre 1962.
  -  France : 5 avril 1963[1].
  -  Danemark : 26 avril 1963.

## Distribution
- Peter Alexander : Danilo
- Karin Hübner : Hanna Hofer
- Maurice Teynac : André Napoleon Renard
- Geneviève Cluny : Valencienne
- Gunther Philipp : Hugo
- Germaine Montero : Anna
- Ernst Waldbrunn : l'exécuteur testamentaire
- Harald Maresch : Baron Zeta
- Herbert Kersten (de) : Dr. Martin
- Helmut Lex : Jack Bromfield
- Darío Moreno : Camillo, l'époux de Valencienne